# Nobilétine
La nobilétine est un composé de la famille des flavones. C'est plus précisément une flavone O-methylée (flavone polymethoxylatée ou PMFs, synonyme 3',4',5,6,7,8-Hexamethoxyflavone) que l'on trouve dans l'écorce de certains fruits du genre Citrus.
Elle est présente à un niveau élevé dans des petits agrumes coréens et japonais (Iles Ryūkyū) ce qui a suscité de nombreuses études coréennes et japonaises sur ses effets sur la santé. Très tôt ses capacités bioactives (fongicide) ont été montrées chez les agrumes, plus tard chez l'humain où son action antioxydante et anti-inflammatoire prévient et améliore certaines pathologies dégénératives. Comme la flavanone, la tangéritine, la 6-hydroxyflavanone et la 7-hydroxyflavone, elle a une faible solubilité qui limite sa biodisponibilité, diverses méthodes sont proposées pour le pallier,, dont l'obtention de nobilétine très pure depuis l'huile essentielle de shikuwasa, de mandarine, en émulsion dans des l'huile essentielle de bergamote par exemple ou en microcapsulation. Une méthode de conservation a été testée avec succès au Japon en 2022 : la dispersion solide nanocristalline par broyage humide du zeste suivi d'une lyophilisation, les auteurs ont testé la biodisponibilité orale du résidu et montrent que cette méthode accroit notablement le potentiel nutraceutique.

## Histoire
La nobilétine a été isolée et nommée en 1938 comme nouvelle hexaméthoxyflavonone par un scientifique chinois Kwong-Fong Tseng en utilisant du méthanol froid depuis le chenpi mandarine chinoise cultivar Chunking (1938), dont le nom botanique usuel était Citrus nobilis, Lour à l'époque d'où son nom: nobilis > nobilétine.
Une action fongicide chez les agrumes est publiée en 1967 puis en 1971 sur Deuterophoma tracheiphila. En 1998, l'action fongicide est étendue à Phytophthora citrophthora, Penicillium digitatum et aux Geotrichum.
En 2012, une activité bactéricide a été démontrée in vitro sur Pseudomonas fluorescens et Pseudomonas aeruginosa.

## Présence chezles agrumes

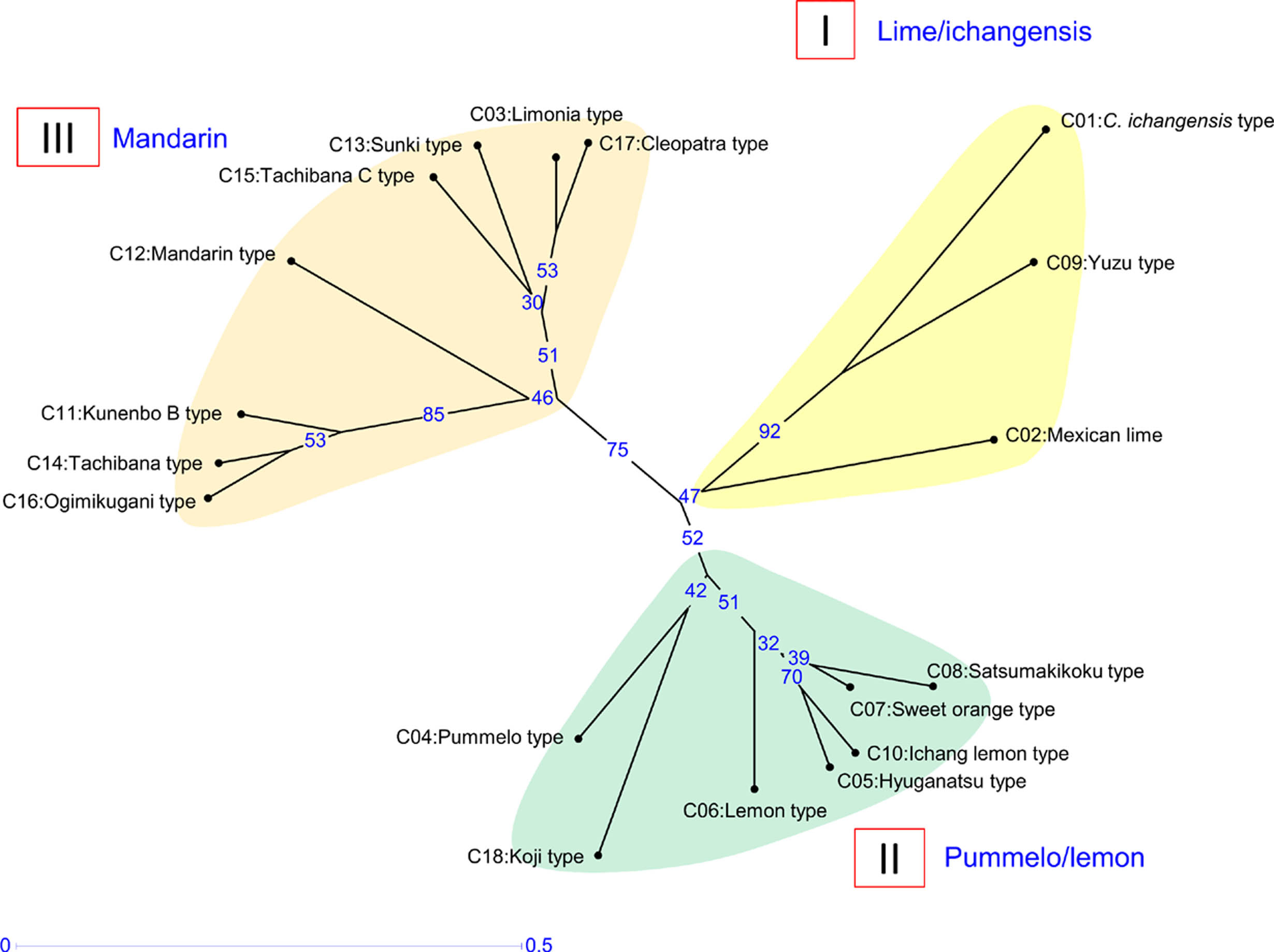
Le clade des mandarines regroupe les fruits riches en nobilétine (Shimizu, 2016).

### Présence dans le péricarpe
La nobilétine n'est pas présente dans le péricarpe (flavédo ou exocarpe et l'albédo ou mésocarpe) de tous les agrumes et l'est inégalement chez divers cultivars d'agrumes (mesurée en rapport de masse : mg/g ou ‰). Yiochi Nogata et al. (2006) donnent des concentrations maximales dans les flavédos des mandarines Dancy (50 ‰), Shikaikan C. suhuiensis (31,5 ‰), Tachibana (23 ‰), Ponkan (19 ‰) alors que la clémentine n'est qu'à (1,4 ‰), mais aussi chez la bigarade C. shunkokan (14 ‰). Le flavédo des citrons et des limes n'en contiennent pas.
Les mesures coréennes (2006) donnent le même tableau d'ensemble avec des écarts, elle est fortement présente chez une tangerine Sunki, qui est le Jinguang (陳橘 (jingyul) coréen (16,4 ‰) et chez le shikuwasa (Citrus depressa) 15,6 ‰ (12,2 ‰ dans la publication japonaise), Citrus tachibana 15,2 ‰, moyennement chez certains hybrides comme le coréen Byeonggyul (Citrus platymamma) (11,1 ‰), Setoka (9,2 ‰), Dekopon (8,3 ‰), la Koji (Citrus leiocarpa) (7,9 ‰) faiblement chez les autres mandarines (autour de 4 ‰), le yuzu (2,1 ‰), et enfin faible ou indétectable chez les autres agrumes mesurés. Tshering Penjor et al. (2013) décrivent un sous-groupe mineur de mandarines constitué de C. tachibana et C. depressa , bien différencié des mandarines. Selon eux les différentes accessions de C. depressa ont des origines différentes.
La nobilétine est donnée présente dans l'huile essentielle de bergamote, d'orange douce (qui est un hybride de C. nobilis) et de mandarine, à des niveaux variables selon la couleur du fruit et la méthode d'extraction. Dans la dernière synthèse disponible (2022) les auteurs écrivent « la nobilétine n'est pas présente chez les espèces Fortunella et Poncirus ».
Ces résultats ont conduit à des recherches sur la valorisation du shikuwasa comme source de nobilétine. Elles ont montré :
- que le prétraitement des peaux par ultrason pendant plusieurs minutes donne un rendement plus élevée de flavonoïdes totaux par rapport au prétraitement aux micro-ondes et à la combinaison des deux méthodes ;
- des différences importantes dans la teneur en flavonoïdes selon la maturité du fruit. Les teneurs en flavonoïdes les plus élevées ont été obtenues à partir d'extraits de peau verte de shikuwasa, bien davantage que chez le fruit mûr jaune (couramment utilisé dans les huiles essentielles japonaises)[26].

### Présence dans la pulpe et le jus
La présence dans la pulpe du fruit est très faible à indétectable mis à part le shikuwasa (Citrus depressa) où elle atteint 0,25 ‰. La teneur en nobilétine (et autres flavones polyméthoxylées) du jus de shikuwasa est d'autre part stable et indifférente à la méthode d'extraction, ce jus peut se conserver jusqu'à 3 mois à 5 °C.

### Présence dans d'autres plantes
La nobilétine est aussi présente dans les racines d'arisème (Arisaema franchetianum) et chez Ageratum conyzoides, chez Conoclinium coelestinum (Asteraceae). On en trouve des traces à la surface des fruits tels le raisin.

## Pharmacologie
La nobilétine est un antioxydant, un anti-inflammatoire naturel avec des effets antitumoraux, anti-apoptotiques et qui améliore la fonction cardiovasculaire. Elle fait l'objet de nombreuses recherches.

### Action sur le cerveau, le métabolisme humain, la neurodégénérescence

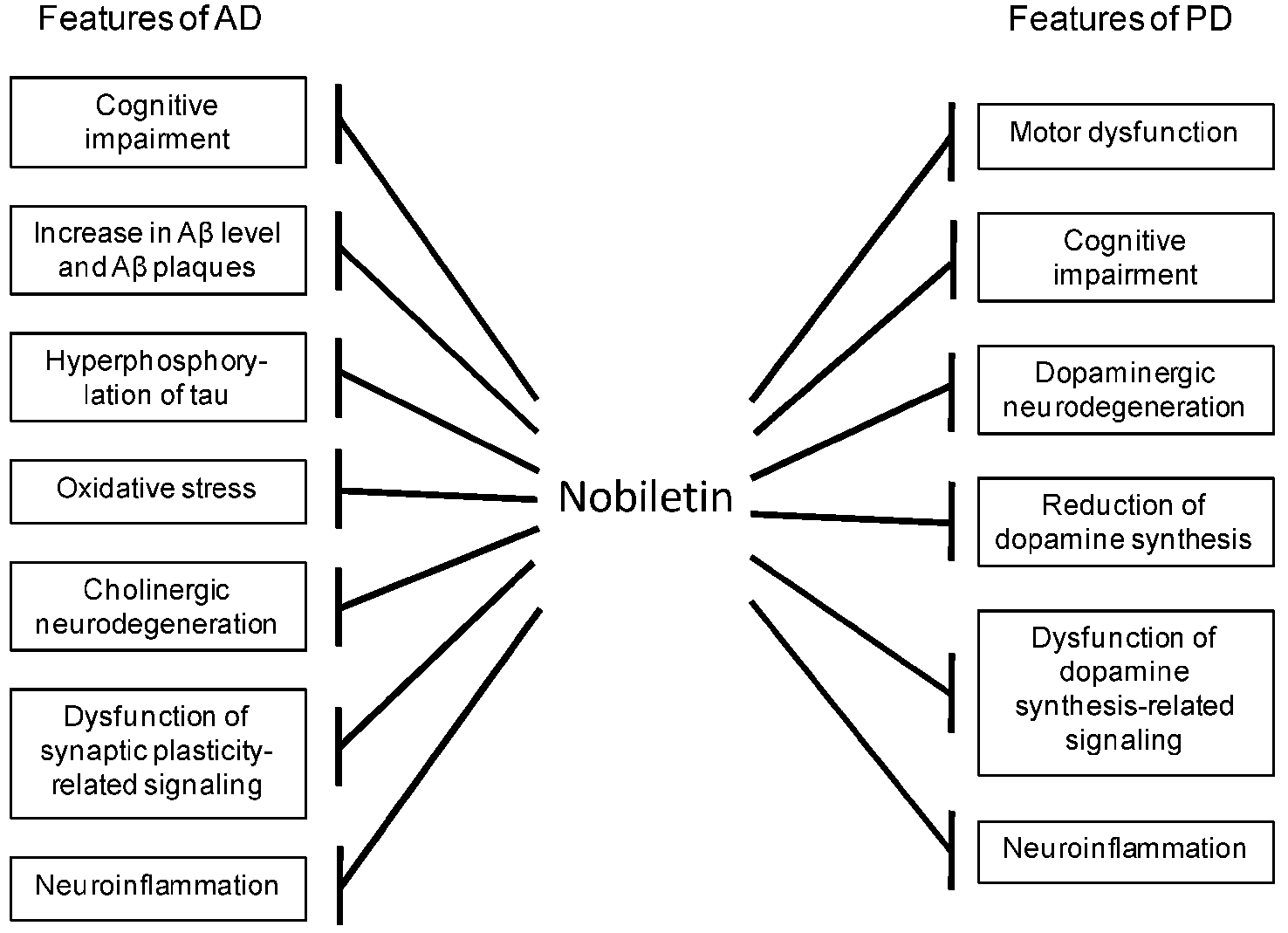
Éventail d'effets bénéfiques de la nobilétine dans les maladies d'Alzheimer et de Parkinson.

Comme d'autres PMF, la nobilétine a des effets bénéfiques sur la fonction cognitive dans de nombreux modèles expérimentaux (maladie d'Alzheimer, la maladie de Parkinson et la démence) par son action sur le stress oxydatif, la neuroinflammation et l'amélioration de la plasticité synaptique.
L'extrait de zeste d'agrumes riche en nobilétine améliore la fonction cognitive humaine (étude réalisée avec le ノビレックス Nobilex® qui contient notamment des extraits secs de zeste de C. depressa): amélioration de la mémoire à court terme, de l'attention, de la capacité de calcul et de l'expression chez les participants âgées de 60 à 85 ans. Les effets antioxydants et anti-inflammatoires préviennent la démence sénile (démonstration en modèle murin en 2014). Dans le cerveau de la souris l’administration de nobilétine supprime l’accumulation de microglie et l’induction de l’expression de l’ARNm de CCL2, CXCL1, IL-6 et TNFα suggèrant un potentiel de prévention de la neuroinflammation (2023).

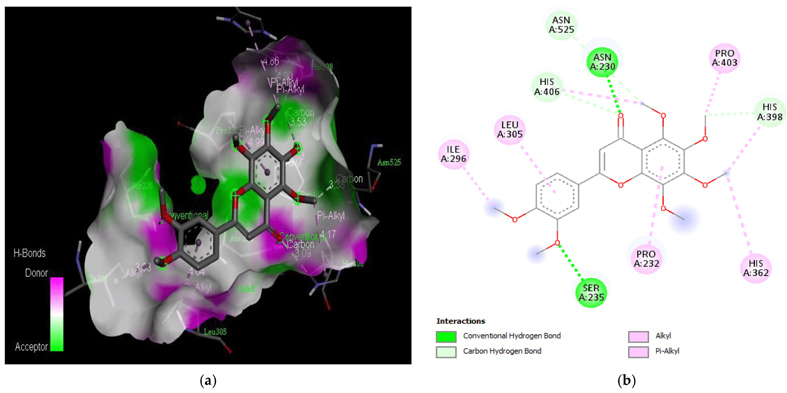
Site actif de l'acétylcholinestérase avec la nobilétine à gauche interactions de liaison H

La nobilétine et l'hespéridine affectent le métabolisme de la glycémie et des lipides via l'activation des voies de signalisation AMPK et PPARγ. La nobilétine régulerait à la hausse la transmission synaptique via les récepteurs AMPA post-synaptiques au moins partiellement par stimulation de la phosphorylation du récepteur GluR1 dans l'hippocampe (2007). Elle fait partie des 7 molécules inhibitrices de l'acétylcholinestérase médicamentables par voie orale dans la gestion des troubles neurodégénératifs avec la curcumine, le resvératrol, la berbérine, le limonoïde, la galantamine et la quercétine (2023).
Elle stimule la production de dopamine et améliore les symptômes de la maladie de Parkinson. Elle soulage les troubles émotionnels et la neuroinflammation liés au vieillissement. Elle inhibe la production de médiateurs inflammatoires et en réduisant les taux de cytokines en modèle murin. Yanyan Shen et al. (2024) mentionne la nobilétine dans les composés végétaux à potentiel thérapeutique dans la maladie d'Alzheimer pour son ciblage de la neuroinflammation médiée par la microglie.

### Dégénérescence osseuse et articulaire
A. R. Sharma et al. (2023) écrivent « Les flavonoïdes, à savoir le kaempférol, la nobilétine, l'icaridine et la myricétine, ciblent le récepteur de la protéine morphogénétique osseuse » et signalent un potentiel de prévention de l'ostéoporose.
Dans un essai clinique chez des patients souffrant d'arthrose, l'extrait aqueux des feuilles de Ageratum conyzoides (riche en nobilétine) a montré une réduction substantielle de la douleur chronique et une amélioration de la mobilité articulaire (2015). La description des mécanismes d'action des flavones dont la nobilétine avait été passée en revue en 2012, dès 2008 on savait que la nobilétine réprime  l'induction par l'IL-1 de MMP9 dans les cellules synoviales, qu'elle est active dans les chondrocytes, quelle inhibe les aggrécanases ADAMTS4 et ADAMTS5 actives sur des composants des tissus conjonctifs du cartilage.
Elle est admise comme un appoint utile en association dans les thérapies standards des polyarthrite rhumatoïde, arthrose et d'autres maladies inflammatoires et immunitaires (2012). In vitro et en modèle murin (2024) elle inhibe la pyroptose et en rétablissant le métabolisme anabolique de la matrice extracellulaire des chondrocytes, ce qui confirme son potentiel dans le traitement de l’arthrose et des lésions du cartilage.

#### 4′-déméthylnobilétine

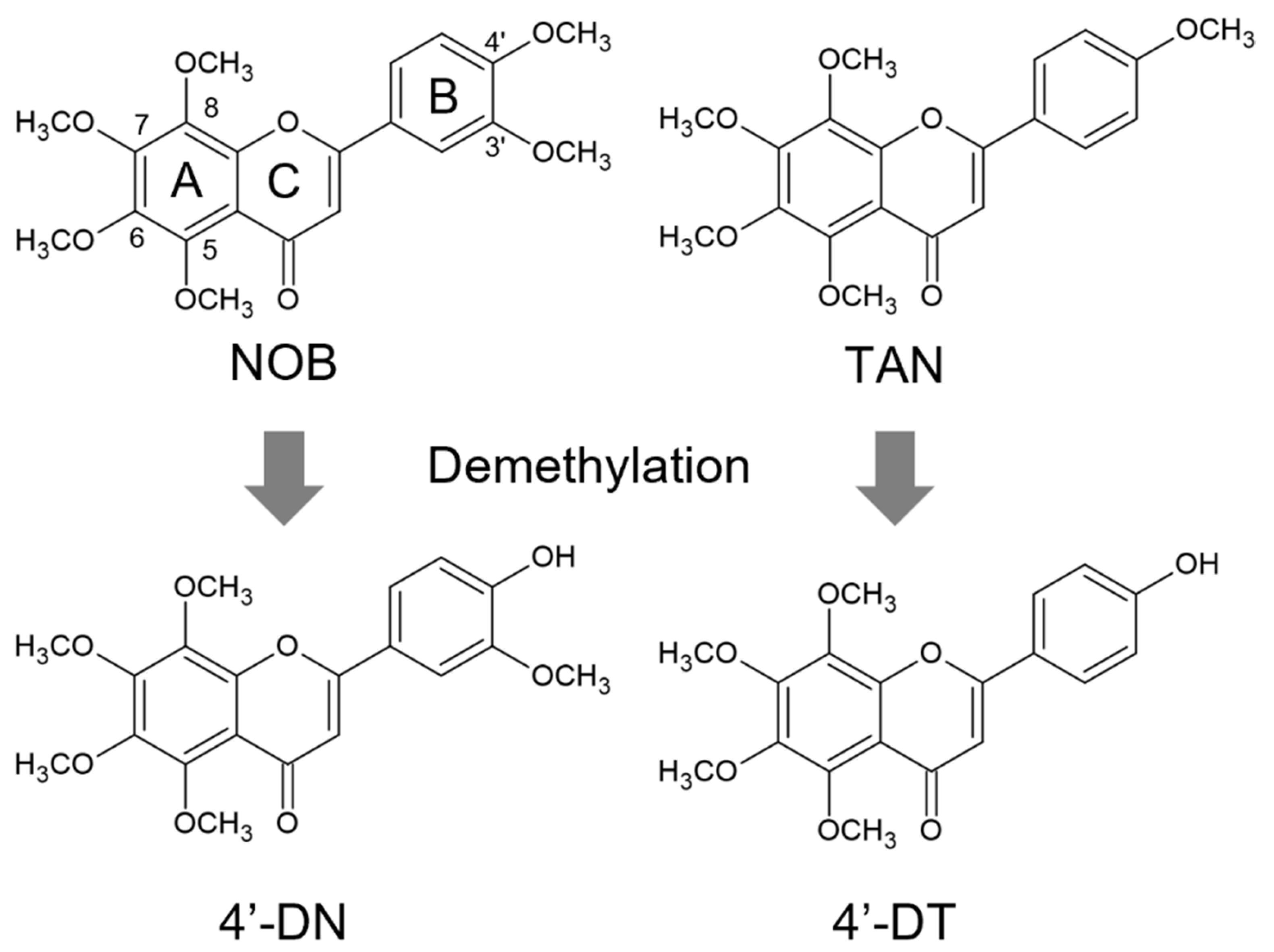
Nobiletine et tangeretine déméthylées

La nobilétine déméthylée en 4′-déméthylnobilétine inhibe plus activement que la nobilétine simple la différenciation et la fonction des ostéoclastes résorbant les os, in vitro et en modèle murin. Les chercheurs japonais (2023) y voient un candidat — seule ou en association avec la 4′-déméthyltangérétine — pour  la prévention des maladies osseuses métaboliques (ostéoporose).

### Maladies respiratoires
Une revue systématique (2024) a montré le rôle et le mécanisme de la nobilétine dans le traitement des maladies du système respiratoire (cancer du poumon, la bronchopneumopathie chronique obstructive, la fibrose pulmonaire, l'asthme, l'infection pulmonaire, les lésions pulmonaires aiguës, la maladie à coronavirus 2019 et l'hypertension artérielle pulmonaire. Les mécanismes d'actions sont divers dont l'inhibition de la protéine kinase activée par un mitogène. Les auteurs pensent que «compte tenu de son bon effet sur les maladies rares issues d'études in vivo et in vitro, l'utilisation clinique, seule ou en combinaison, sera bientôt développée».

### Limites d'emploi due à la non solvabilité dans l'eau
Sa solubilité dans l'eau est extrêmement faible (estimée à 13,39 mg/l à 25 °C) d'où une faible biodisponibilité par voie orale (la concentration maximale après administration orale est comprise entre 8 et 10 h. alors qu'elle est de 6 à 8 h après l'injection). La biodisponibilité des cristaux de nobilétine est très mauvaise : après administration orale à des rats elle n'est que de 0,85 % (2011). Le cocristal nobilétine-urée présente une augmentation transitoire de la solubilité due à la sursaturation.
Son administration transdermique est possible à l'aide de choline et d'acide géranique. Ce sont les médicaments auto-nano-émulsifiants et les systèmes d'administration basés sur des émulsions qui sont les plus prometteurs (2022).
En revanche elle est liposoluble, des émulsions stabilisées par un isolat de protéines de soja et du κ-carraghénane (KC) ont été développées avec succès pour l'encapsuler et la protéger (2024).

#### Médicaments auto-microémulsifiants
La nobilétine est un modèle dans le cadre de la mise au point des systèmes de médicaments auto-microémulsifiants qui répondent au besoin d'administration orale des médicaments. . En 2012, une équipe mexicaine montre qu'il est possible d'encapsuler la nobilétine dans des nanoparticules de chitosane. Elle est utilisée comme bioactifs hydrophobes modèle dans la conception de médicaments auto-nanoémulsifiants visant à améliorer la bioaccessibilité des substances peu solubles sous forme de nano-émulsions encapsulées. L'efficience de ces auto-microémulsions à la nobilétine a été mesurée au niveau de la perméabilité intestinale qui se trouve améliorée.
Des traitements de la polyarthrite rhumatoïde réfractaire par administration de médicament auto-nanoémulsifiant à base de nobilétine sont efficaces.

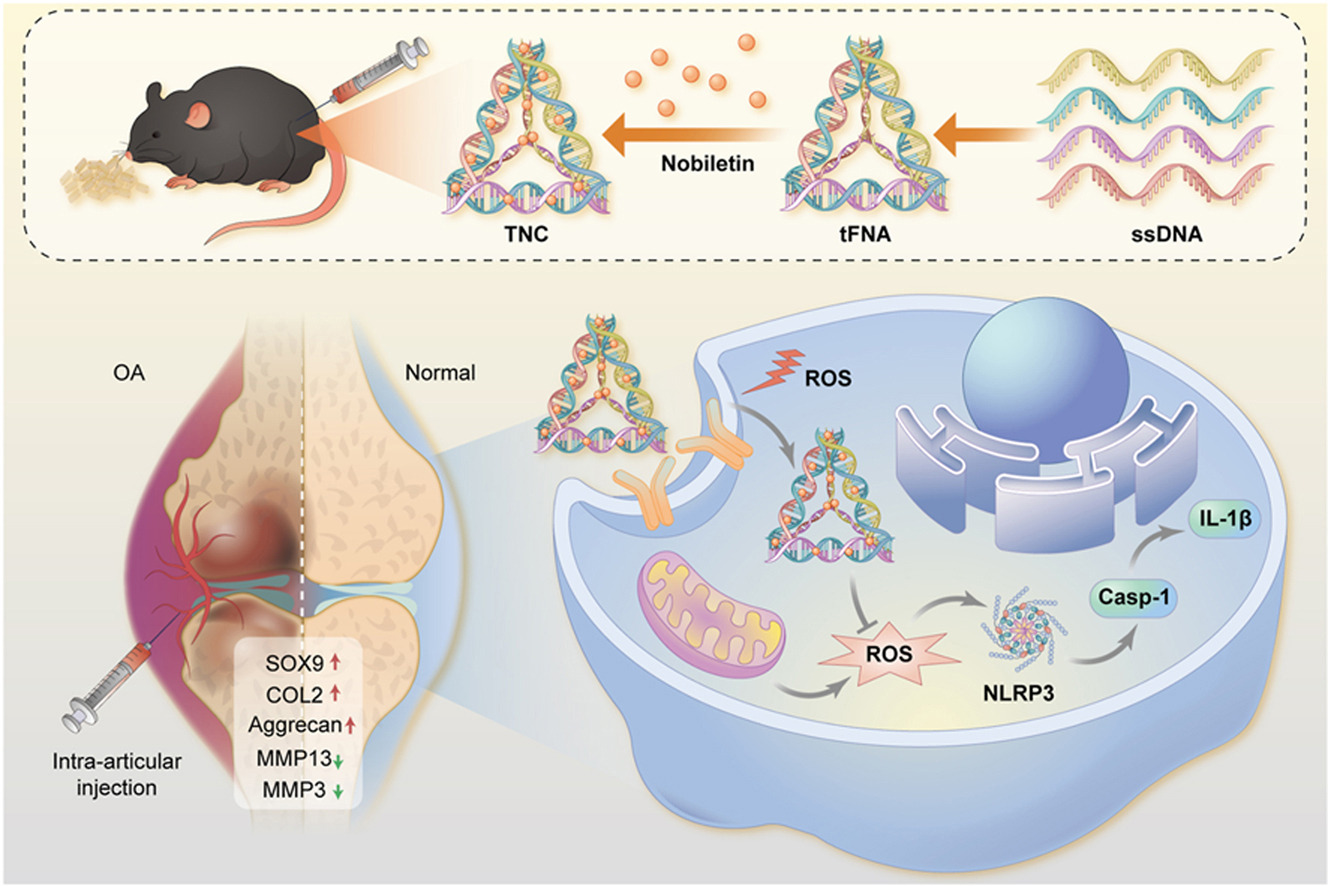
La nobilétine naturelle encapsulée (en haut) injectée dans le cartilage agit sur l'inflammasome NLRP3 où elle réduit le stress oxydatif

#### Nano-encapsulation
Une équipe de l'Université du Zhejiang a synthétisé (2024) un acide nucléique à structure tétraédrique qui facilitent l'administration de la nobilétine aux chondrocytes. Sa biodisponibilité et sa stabilité ont été démontrées in vitro et in vivo: ainsi administrée la nobilétine protège le cartilage articulaire du stress oxydatif typique de l’arthrose et des lésions du cartilage.

### Autres actions mises en évidencein vitroou en modèle murin

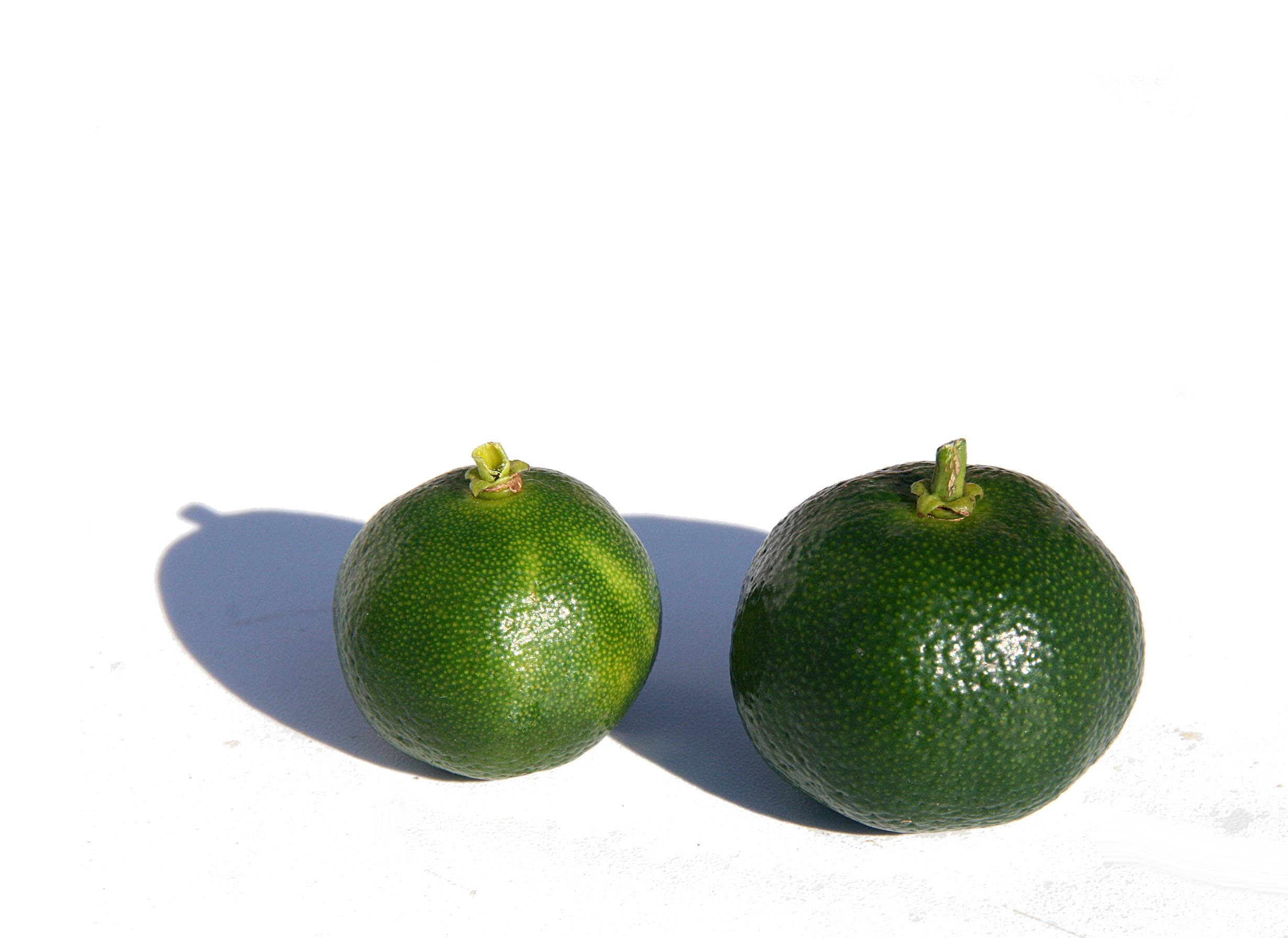
Deux cultivars de shikuwasa récoltés verts.

Dans ce cadre expérimental, on note des actions inhibitrices de la propagation des métastases tumorales,,, une action inhibitrice de la dermatite aux UV érythème cutané, une action inhibitrice de l'hépatite, etc.
Il a également été rapporté qu'elle avait pour effet de supprimer la dégradation du cartilage chez l'animal et procure des bénéfices sanitaires, physiologiques ou fonctionnels sur l'arthrose, réduit la résorption osseuse source notamment de l'ostéoporose et de la polyarthrite rhumatoïde.
Chez le rat, la nobilétine supprime l'apoptose des cellules pancréatiques induite par le stress résultant de l'exposition chronique élevée au glucose (2022). L'action hépatoprotectrice de la nobilétine a été décrite chez la souris : la ferroptose hépatique et l'inflammation se fait par une action sur le microbiote intestinale (2023). Chez  la souris transgénique db/db (modèle de diabète de type 2) l'extrait de shikuwasa à forte concentration de nobilétine abaisse le taux de glycémie plus faibles améliore la tolérance au glucose, diminue les taux sériques de glycoalbumine et une augmente de la surface des cellules β pancréatiques (2023) davantage que les fruits pauvres en nobilétine.
Xuekai Xiong et al. (2023) ont montré chez la souris que la nobilétine agit sur l'horloge circadienne et via l'activation d'un Wnt qu'elle contrôle affiche des propriétés antiadipogéniques, l'administration de nobilétine à la souris obèse provoque une perte importante de masse grasse et une perte de poids, elle inhibe la maturation des préadipocytes primaires.

### Toxicité
Les publications sont rares. Une évaluation de la génotoxicité et de la toxicité subchronique de l'extrait de peau du ponkan Ohta chez le rat a été publiée en 2020. Les auteurs n'observent aucune activité mutagène, aucune génotoxicité, avec la dose forte (540 mg/j et par kg de poids corporel), elle engendre la néphropathie des gouttelettes d'hyalines (phénomène spécifique du rat adulte) sans qu'aucun autre effet indésirable n'ait été observé dans l'étude de 90 jours.